# Академия сельскохозяйственных наук Китая
Академия сельскохозяйственных наук КНР — китайское ведущее национальное научно-исследовательское учреждение в сфере сельскохозяйственных наук и техники. Основана в 1957 году. Штаб-квартира — в Пекине. Структурно включает 42 института, имеется своё издательство. Насчитывает более 5 тыс. сотрудников, в их числе 11 академиков Китайской академии наук и Китайской инженерной академии. Во главе академии — президент Jiayang Li. Обучается здесь более 4 тыс. человек. Издаётся 68 научно-технических журналов.